# 长沙音乐厅
长沙音乐厅，位于中华人民共和国湖南省长沙市开福区长沙滨江文化园，和毗邻的长沙图书馆、长沙博物馆、长沙市规划展示馆合称为“三馆一厅”。总建筑面积为28161平方米。

## 沿革
2006年8月21日，长沙音乐厅奠基，2007年12月正式开工建设，2015年12月28日，长沙音乐厅举行首次演出。

## 建筑
长沙音乐厅一共四层楼。第一层（38米标高）是演员、后勤办公、贵宾等功能房。第二层是休闲、展览空间，供观众参观。第三层是观众入口，入口可以俯视整个音乐厅内部场景。长沙音乐厅是四管编制大型交响乐队的1446座的交响乐厅、490座的多功能音乐厅、298座的室内音乐厅，排练厅2个。长沙音乐厅外墙图纹取材于南宋古琴演奏家、作曲家、教育家郭沔流落衡阳期间创作的一首琴曲《潇湘水云》。

## 交通
长沙音乐厅有地铁和公交车。
- 公交11路、106路：二馆一厅站
- 长沙地铁1号线：北辰三角洲站